# Уильямс, Рода
Ро́да Эле́йн Уи́льямс (англ. Rhoda Elaine Williams; 19 июля 1930, Денвер, Колорадо, США — 8 марта 2006, Юджин, Орегон, США) — американская актриса

, наиболее известная тем, что озвучила Дризеллу Тримейн в мультфильме Уолта Диснея «Золушка» (1950).

## Биография
Рода Элейн Уильямс родилась в Денвере, штат Колорадо. Она начала свою актёрскую карьеру в возрасте пяти лет, когда она и её семья переехали в Голливуд из Галвестона, штат Техас. Она была дочерью Эдгара П. Уильямса, суперинтендата из зерновых лифтов с 1900 по 1929 год и г-жи Джесси Уильямс, которая была активной в Первой методистской церкви в Галвестоне. Она научилась читать в возрасте трёх лет и выступать по радио с детства было для неё естественным делом. У неё было своё местное еженедельное шоу на KMPC, «Мы, которые молоды».
Уильямс окончила Голливудскую среднюю школу, когда ей было 14 лет, после чего она получила диплом в области театрального искусства в Калифорнийском университете в 18 лет.
5 января 1952 года Рода вышла замуж за Дэвидом Ван Метером, за которым она была замужем 44 года до своей смерти 8 марта 2006 года от остановки сердца в возрасте 75-ти лет. На момент смерти у Уильямс осталось четверо детей: две дочери — Дженис Ван МетерХэйес и Дебра Ван Метер-ДеПю, два сына — Джон Ван Метер и Стив Ван Метер, двенадцать внуков и трое правнуков.

## Избранная фильмография
| Год       |   | Русское название     | Оригинальное название | Роль                                    |
| --------- | - | -------------------- | --------------------- | --------------------------------------- |
| 1944      | ф | Национальный бархат  | National Velvet       | школьница                               |
| 1945      | ф | Кукуруза зелена      | The Corn Is Green     | Уайлодин                                |
| 1949      | ф | Дом незнакомцев      | House of Strangers    | женщина                                 |
| 1949      | ф | Вся королевская рать | All the King's Men    | имя персонажа неизвестно                |
| 1950      | ф | Золушка              | Cinderella            | Дризелла Тримейн                        |
| 1962      | с | Сумеречная зона      | The Twilight Zone     | Тина Миллер                             |
| 1966—1969 | с | Большая долина       | The Big Valley        | разные персонажи                        |
| 1970—1974 | с | Доктор Маркус Уэлби  | Marcus Welby, M.D.    | Норма Симпсон / терапевт / миссис Форбс |
| 1974      | с | Женщина-полицейский  | Police Woman          | заместитель № 2                         |